# Footloose (Original Motion Picture Soundtrack)
Footloose (Original Motion Picture Soundtrack) è  una compilation pubblicata nel 1984. Il disco contiene la colonna sonora del film omonimo.

## Descrizione
L'edizione originariamente pubblicata nel 1984 contiene 9 brani, ai quali sono stati aggiunte 4 bonus-track nell'edizione pubblicata nel 1998.

## Tracce
Album originale
1. Kenny Loggins – Footloose – 3:46 (Kenny Loggins, Dean Pitchford)
2. Deniece Williams – Let's Hear It for the Boy – 4:20 (Tom Snow, Dean Pitchford)
3. Mike Reno e Ann Wilson – Almost Paradise (Love Theme from "Footloose") – 3:51 (Eric Carmen, Dean Pitchford)
4. Bonnie Tyler – Holding Out for a Hero – 5:49 (Jim Steinman, Dean Pitchford)
5. Shalamar – Dancing in the Sheets – 4:03 (Bill Wolfer, Dean Pitchford)
6. Kenny Loggins – I'm Free (Heaven Helps the Man) – 3:46 (Kenny Loggins, Dean Pitchford)
7. Karla Bonoff – Somebody's Eyes – 3:33 (Tom Snow, Dean Pitchford)
8. Sammy Hagar – The Girl Gets Around – 3:23 (Sammy Hagar, Dean Pitchford)
9. Moving Pictures – Never – 3:47 (Michael Gore, Dean Pitchford)

Durata totale: 36:18
Ristampa 1998
1. Kenny Loggins – Footloose – 3:46 (Kenny Loggins, Dean Pitchford)
2. Deniece Williams – Let's Hear It for the Boy – 4:20 (Tom Snow, Dean Pitchford)
3. Mike Reno e Ann Wilson – Almost Paradise (Love Theme from "Footloose") – 3:51 (Eric Carmen, Dean Pitchford)
4. Bonnie Tyler – Holding Out for a Hero – 5:49 (Jim Steinman, Dean Pitchford)
5. Shalamar – Dancing in the Sheets – 4:03 (Bill Wolfer, Dean Pitchford)
6. Kenny Loggins – I'm Free (Heaven Helps the Man) – 3:46 (Kenny Loggins, Dean Pitchford)
7. Karla Bonoff – Somebody's Eyes – 3:33 (Tom Snow, Dean Pitchford)
8. Sammy Hagar – The Girl Gets Around – 3:23 (Sammy Hagar, Dean Pitchford)
9. Moving Pictures – Never – 3:47 (Michael Gore, Dean Pitchford)
10. Quiet Riot – Bang Your Head (Metal Health) – 3:55 (Carlos Cavazo, Kevin DuBrow, Frankie Banali, Tony Cavazo)
11. John Mellencamp – Hurts So Good – 3:42 (John Mellencamp, George M. Green)
12. Foreigner – Waiting for a Girl Like You – 4:50 (Mick Jones, Lou Gramm)
13. Shalamar – Dancing in the Sheets (12" Mix) – 6:16 (Bill Wolfer, Dean Pitchford)

Durata totale: 55:01